# گناه اصلی (فیلم ۲۰۰۱)
گناه ازلی یا گناه اصلی (به انگلیسی: Original Sin) فیلمی آمریکایی در ژانر رمانتیک درام و اروتیک محصول سال ۲۰۰۱، به کارگردانی مایکل کریستوفر است که با ایفای نقش آنتونیو باندراس و آنجلینا جولی همراه است. فیلم‌نامه این فیلم توسط کریستوفر بر اساس رمان والس در تاریکی محصول سال ۱۹۴۷ به قلم کورنل ولریش، و همچنین نسخهٔ بازخلق شده فیلم پری دریایی می‌سی‌سی‌پی (۱۹۶۹) اثر فرانسوا تروفو به رشته تحریر درآمده است.

## داستان
داستان این فیلم مربوط به اواخر قرن نوزدهم میلادی و کشور کوبا است. در ابتدا فیلم مجازات شدن زن کلاهبرداری را نشان می‌دهد که خاطراتش را برای کشیشی بازگو می‌کند و داستانش را که زنی کلاهبردار (با بازی آنجلینا جولی) به نام بونی کسل بوده و خود را به جای جولیا راسل جا زده را نشان می‌دهد و او با کمک همکار خود مردهای ثروت‌مند را گول‌می‌زند و ثروت‌شان را مورد هدف قرار می‌دهد. در این جریانات با مردی تاجر به نام لوئیس وارگاس (با بازی آنتونیو باندراس) آشنا می‌شود با او ازدواج می‌کند و به او وابسته می‌شود، ولی با فشار همکارش مجبور می‌شود که همانند اشخاص دیگر اموال شخص موردنظر را از او گیرد و این کار را می‌کند و لوئیس از اعتماد به جولیا روسول پشیمان می‌شود و پس از مدتی پیدایش می‌کند ولی او را می‌بخشد. همکار زن کلاه‌بردار در جریانی مرد تاجر را زخمی می‌کند و خود در درگیری توسط جولیا کشته می‌شود و او را زندانی می‌کنند، اما در آخر به کمک کشیشی که خاطراتش را برایش بازگو می‌کرد فرار می‌کند و به لوئیس می‌پیوندد و با او به مراکش رفته و با هم زندگی می‌کنند.

## بازیگران و نقش‌ها
| نام بازیگر            | در نقش               |
| --------------------- | -------------------- |
| آنتونیو باندراس       | لوئیس آنتونیو وارگاس |
| آنجلینا جولی          | جولیا راسل، بونی کسل |
| توماس جین             | والتر دنس            |
| جک تامپسون            | الن جوردن            |
| گریگوری ایتزین        | سرهنگ ورت            |
| پدرو آرمنداریس جونیور | جرج کورتس            |
| جیمز هیون             | فاست                 |
| مارگاریتا ایسابل      | کشیش کوبایی          |